# 206 (число)
206 (Дві́сті шість) - натуральне число між 205 та 207. 
- 206 день в році - 25 липня (у високосному році 24 липня).

## Хронологія
- 206 рік, 206 до н. е.

## Біблеїстика
- 206 глава - 19 глава Книги Ісуса Навина (Нав 19) «Землі Симеона»

## Інше
- В Юнікоді 00CE  16  - код для символу «I» (Latin Capital Letter I With Circumflex).
- NGC 206 - частина галактики NGC 224 - зоряне скупчення в сузір'ї Андромеди.
- Пежо 206 - автомобіль французької компанії Пежо 1998 року.
- МАЗ-206 - міський автобус Мінського автомобільного заводу.
- Cessna 206 - легкий літак.
- BV-206 «Лось» - всюдихід з гусеничним рушієм.
- Bell 206 - легкий, багатоцільовий вертоліт.